# Moyeria
Moyeria es un fósil eucariota con una antigüedad de hasta 450 millones de años, probablemente perteneciente al grupo de los eugénidos. Tiene la forma de un pequeño balón de rugby desinflado con un tamaño de 20 por 40 μm. Presenta una singular arquitectura corporal bihelical compuesta por bandas fusionadas. Probablemente vivía en agua dulce y en ambientes cercanos a la costa y constituye una prueba de la complejidad de los ecosistemas dulceícolas tempranos.
Se le encuentra en los sedimentos del Ordovícico superior y Silúrico de Pensilvania (Estados Unidos), Gales (Reino Unido) y Gotland (Suecia) y normalmente se coloca entre los acritarcos. 